# 乾县站
乾县站，位于中华人民共和国陝西省咸阳市乾县，是西平铁路和银西高速铁路上的火车站，两条铁路合场设站。建于2008年，2015年4月10日办理客运业务，由西安铁路局管辖。

## 車站周邊
- 亓母村卫生室
- 乾县职业教育中心

## 歷史
- 建于2008年。
- 2013年12月25日通车。
- 2015年4月10日办理客运业务。

## 外部連結
- 中国铁路客户服务中心（页面存档备份，存于）